# Portal de Girona
El Portal de Girona és una pintura a l'oli sobre tela realitzada per Jaume Pons Martí entre els anys 1873 i 1905. Actualment s'exposa al Museu d'Art de Girona. Al quadre s'hi observa part del paisatge urbà de la Girona de final del segle xix, es veu un fragment de la muralla del Mercadal, que a inici del segle xx va ser enderrocada, provocant un canvi en la fisonomia gironina que es mantenia gairebé intacta des del segle xv. Era una muralla que havia perdut la seva eficàcia; ja no servia per defensar, sinó que s'havia convertit en un passeig perfecte per descansar de l'atapeït barri vell.
L'autor, Jaume Pons Martí és un pintor barceloní que el 1897 s'instal·là definitivament a Girona, i on aprofità per copsar amb els seus pinzells molts indrets de la ciutat. Gràcies a això, podem conèixer racons que haguessin quedat en l'oblit.

## Història
La pintura mostra un fragment de la muralla de Girona, en concret, la Porta de Figuerola, que conformava l'accés al Baluard de Figuerola, el lloc on actualment hi ha l'edifici de Correus. Hi ha un altre quadre en el mateix Museu d'Art de Girona i del mateix autor, conegut com a Porta de Figuerola, que també mostra aquest indret. L'obra Portal de Girona està pintada des del punt de mira del qui surt de la ciutat, i l'altre des del punt de qui n'entra. L'accés es feia mitjançant un túnel de vuit metres d'allargada.
El fet que un pintor del 1900 retratés aquesta porta és d'especial rellevància, ja que és un espai actualment desaparegut. Entre 1901 i 1936, tota la muralla del Mercadal va ser eliminada, i amb ella, la porta de muralla que es representa en aquest quadre. Així doncs, aquesta pintura és un testimoni gairebé únic de la Girona de final de segle, que se suma a una llarga llista de pintures realitzades pel pintor sobre racons significatius de la ciutat. La producció de Jaume Pons Martí s'afegeix a la llista de fotografies històriques que es conserven de l'època, traduïdes però, en color i damunt de teles i papers, i importants per conèixer una mica millor detalls de la història del lloc.

## Descripció
La composició es pot dividir horitzontalment en dues parts. A la part inferior s'hi mostra l'interior del baluard amb alguns personatges realitzant diferents tasques. A la dreta, una noia juga amb un nadó, mentre dues dones conversen entre elles. En el centre s'entreveuen personatges llunyans que volen accedir a la ciutat, i un home arrossegant un carretó. A la part superior, en canvi, i ocupant la meitat de la composició, hi ha un gran celatge amb núvols.
Pel que fa a la gamma cromàtica, a la part inferior hi ha un predomini total d'ocres, terres i verdosos, i a la part superior hi predominen els blaus i els blancs.

## Conservació i Restauració
Aquesta obra es va restaurar l'any 2009 juntament amb l'obra Porta de Figuerola del mateix autor, gràcies a la col·laboració de la Diputació de Girona i el Museu d'Art de Girona.